# Parafia św. Leonarda Opata w Wierzbiu
Parafia św. Leonarda Opata – rzymskokatolicka parafia położona we wsi Wierzbie (gmina Praszka). Parafia należy do dekanatu Mokrsko archidiecezji częstochowskiej.

## Historia parafii
Istnienie parafii w Wierzbiu datowane jest na XV wiek. W 1531 roku była filią parafii w Ożarowie. 12 stycznia 1902 roku parafia została reerygowana przez biskupa Stanisława Zdzitowskiego. W latach 1925–1927, 1945–1955, z powodu braku kapłanów, proboszcz ożarowski ponownie był administratorem w parafii. 
Kościół parafialny pochodzi prawdopodobnie z XVI wieku (budowla drewniana konstrukcji zrębowej). Świątynia była przebudowywana w XVIII wieku oraz restaurowana w 1889, 1949 roku i w latach 1971–1974 oraz 1994–2000.
Proboszczem parafii jest ksiądz Sylwester Rasztar.

## Zasięg parafii
Do parafii należą wierni z miejscowości: Wierzbie, Lachowskie, Marki oraz Sołtysy.

## Proboszczowie i administratorzy
Źródło:
- ks. Nikodem Krantz (do 1925)
- ks. Wincenty Spirra (1927–1930)
- ks. Edward Kubik (1930–1940)
- ks. Marian Sawicki (1945)
- ks. Jan Szyca (1945–1955)
- ks. Wacław Markowski (1955–1986)
- ks. Tadeusz Kańtoch (1986–1993)
- ks. Mieczysław Wolak (1993–1994)
- ks. Jerzy Combik (1994–2000)
- ks. Mieczysław Bronisław Kopeć (19.IX.2000 – 4.XII.2000)
- ks. Józef Gal (2000 – 29.XII.2004)
- ks. Jarosław Wojciech Zając (2005–2019)
- ks. Jan Chaładus (od lipca do września 2019)
- ks. Mariusz Mruszczyk (od 2019)
- ks. Sylwester Rasztar[3]